# Talk Radio
Talk Radio is een Amerikaanse thriller uit 1988, geregisseerd door Oliver Stone. De film is gebaseerd op het toneelstuk Talk Radio van Eric Bogosian en Tad Savinar uit 1987. Dit toneelstuk was weer gebaseerd op de moord op radiopresentator Alan Berg in 1984 en het boek Talked to Death: The Life and Murder of Alan Berg van Stephen Singular.

## Verhaallijn
Barry Champlain, een Joodse radiopresentator uit Dallas, is een presentator met een bijtend gevoel voor humor en een neusje voor denigrerende opmerkingen die hij maakt over zijn publiek vanwege zijn controversiële politieke opvattingen.

## Rolverdeling
- Eric Bogosian - Barry
- Alec Baldwin - Dan
- Ellen Greene - Ellen
- Leslie Hope - Laura
- John C. McGinley - Stu
- John Pankow - Dietz
- Michael Wincott - Kent
- Zach Grenier - Sid Greenberg
- Anna Levine - Vrouw bij de basketball-wedstrijd
- Robert Trebor - Jeffrey Fisher
- Linda Atkinson - Sheila Fleming
- Allan Corduner - Vince

## Ontvangst
De film werd vertoond op het Internationaal filmfestival van Berlijn 1989, waar hij de Zilveren Beer won. Talk Radio kreeg overwegend positieve recensies van de critici. Op Rotten Tomatoes heeft de film een score van 84% op basis van 49 beoordelingen. De film kreeg een score van 66 op Metacritic.